# Sparekassen Sjælland
Sparekassen Sjælland er et pengeinstitut med hovedsæde i Holbæk. Sparekassen har gennemgået, ligesom mange andre pengeinstitutter, en lang række fusioner. Navnet Sparekassen Sjælland blev indført i 2001 i medfør af en større regional spredning af aktiviteterne og åbning af filialer i Næstved, Slagelse og Roskilde. I oktober 2011 overtog Sparekassen Sjælland den Næstved-baserede bank Max Bank. Overtagelsen var den første der skete med baggrund i Bankpakke IV.
Tidligere brugte virksomheden navnene "Sparekassen Vestsjælland", "Sparekassen Nordvestsjælland", "Sparekassen for Holbæk og Omegn" og Holbæk Amts Sparekasse. Den første afdeling af Sparekassen Sjælland blev grundlagt på Torbenfeldt gods ved Holbæk i 1825. Med efterfølgende fusioner og udvidelser havde sparekassen 49 filialer fordelt over det meste af Sjælland og Fyn.
Sparekassen Sjælland blev børsnoteret 3. december 2015 og videreført under navnet Sparekassen Sjælland-Fyn A/S. og senere i 2025 som SJF Bank.